# 錦漁港
錦漁港（にしきぎょこう）は、三重県度会郡大紀町にある第3種漁港である。熊野灘に面しており、タイ・カツオの水揚げが多い。

## 概要
- 管理者 - 三重県
- 漁業協同組合 - 三重外湾
- 組合員数 - 508名〔2001年（平成13年）12月〕
- 漁港番号 - 2830020

最寄駅　JR東海紀勢本線伊勢柏崎駅

## 沿革
- 1951年12月13日 - 第3種漁港に指定

## 主な魚種
- イワシ
- タイ
- ブリ
- サバ
- ヨコワ（クロマグロの幼魚） - 伊勢まぐろの養殖種苗となる[1]。

## 主な漁業
- まき網漁業
- 海面養殖業（鯛）
- 海面養殖業（鰤）
- 大型定置網